# Ождјани
Ождјани (слч. Ožďany) насељено је мјесто са административним статусом сеоске општине (слч. obec) у округу Римавска Собота, у Банскобистричком крају, Словачка Република.

## Становништво
| Година:    | 1994. | 2004.   | 2014.   | 2024.   |
| ---------- | ----- | ------- | ------- | ------- |
| Број људи: | 1516  | 1574    | 1641    | 1583    |
| Разлика:   |       | +3,82 % | +4,25 % | -3,53 % |

| Година:    | 2023. | 2024.   |
| ---------- | ----- | ------- |
| Број људи: | 1590  | 1583    |
| Разлика:   |       | -0,44 % |

Према подацима о броју становника из 2011. године насеље је имало 1.630 становника.